# ست
| sw | W | t · x | E20 | A40 |

| sw | W | t · x | E20 | A40 |

ست، سث، ستِح یا سوتخ با تلفظ صحیح ستش (انگلیسی: Setesh؛ ‏مصری باستان: Stš)، ایزد صحراها و طوفان در اساطیر مصر و یکی از خدایان کهن مصر باستان است که احتمالاً خاستگاه وی از لیبی می‌باشد. او همچنین فرمانروای مصر علیا، و ایزد جنگ، خشونت، هرج و مرج، و سرزمین‌های خارجی در دین مصر باستان است. او پسر گب و نوت (یا رع و نات)، و برادر ازیریس، ایسیس و نفتیس به‌شمار می‌رود. می‌گویند ست سومین فرزند نوت در سومین روز از پنجهٔ کبیسه زاده شد و پس از بالیدن با همزاد و خواهرش نفتیس ازدواج کرد. با بودن ایزد صحراها، او از کاروان‌هایی که از صحرا عبور می‌کردند محافظت می‌کرد، اما از طرفی هم طوفان شن ایجاد می‌کرد که با این کار سبب کشمکش با ایزد حاصلخیزی و برادرش یعنی اوزیریس می‌شد.
ست در آغاز پادشاهی مصر و در دوره‌های نخستین فراعنه جایگاهی والا داشته‌است که همراه با (آن زمان) برادرش حوروس دو خدای اصلی دو سرزمین مصر بوده‌اند. در دورهٔ ستی اول و رامسس دوم، ست به مقام پیشین خود بازمی‌گردد. در یکی از مشهورترین افسانه‌های مربوط به این الوهیّت، ست، اوزیریس را می‌کشد و بدن او را چهارده پاره می‌کند و هر کدام از قطعه‌ها را در گوشه‌ای از خاک مصر پراکنده‌می‌سازد. ست با این عمل به جاودانگی دست می‌یابد و اوزیریس پس از زنده شدن دوباره توسط ایزیس و آنوبیس، در دوات (جهان زیرین یا جهان مردگان) پادشاهی می‌کند. در بسیاری از افسانه‌ها ست مشروعیت حوروس را مورد تردید قرار می‌دهد و معتقد است که حوروس پسر اوزیریس نیست. از سوی دیگر پیروان اوزیریس شخصیت ست را از آغاز مورد تردید قرار دادند. آنان بر این باور بودند که تولد ست در زمان و مکان معهود انجام نیافت و ست بر خلاف روال طبیعی از پهلوی مادر خود زاده شد. در این داستان ست را چشمان و موهایی سرخ است و رنگ سرخ نزد مصریان رنگ شیطان و اهریمنی است.

## خانواده
در افسانه‌های هلیوپلیس آمده‌است که؛ خدای زمین گب و الههٔ آسمان نوت با هم می‌آمیزند و دو کودک دوقلو از آن‌ها به دنیا می‌آیند. یکی از آن‌ها ست؛ که با خواهر دوقلوی خود نفتیس ازدواج می‌کند. و دیگری اوزیریس و ایزیس که آن‌ها هم با یکدیگر ازدواج می‌کنند.
از ازدواج ست و نفتیس، آنوبیس زاده می‌شود که در اصل آنوبیس فرزند ازیریس است که خدای مردگان لایق است و آن‌ها را مومیایی و جاودان می‌کند.

## منشأ نام
معنای اصلی نام ست مشخص نیست، چرا که اطلاعات مربوط به این الوهیت توسط فراعنهٔ چند سلسلهٔ آخر پادشاهی مصر نابود شده‌اند. البته مسیحیان و مسلمانان هم نقش بزرگی در ویران کردن معابد باستانی مصر از جمله معابد ست داشتند. به هر حال، بعید است که نام ست معنی هرج و مرج یا ویرانگری دهد، چرا که عصای سلطنتی مصر به شکل سر ست ساخته می‌شد و بسیاری از فراعنه به خصوص در سلسلهٔ رامسس‌ها خود را «محبوب ست» می‌خواندند، یا برای مثال نام پدر رامسس دوم (رامسس کبیر)، ستی اول بود، که واژهٔ ستی به معنای «از ست» یا «از جوهرهٔ ست» می‌باشد. همچنین بر اساس اساطیر مصری، ست، ایپپ را که شیطان هرج و مرج است، هر روز پیش از طلوع آفتاب، می‌کشد که نشان می‌دهد ست متضاد هرج و مرج است.
در برخی از روایات ست ایزد و در روایاتی فرمانروا نام می‌گیرد این دو نام هر دو از نام‌هایی است که در مورد رع نیز کاربرد داشت. در این روایت با گسترش کیش حوروس و شناخته شدن او به عنوان حوروس کبیر و تنها وارث رع بین ست و حوروس نبرد بزرگی آغاز شد. حوروس در نبردی خشن، ست را اخته کرد و ست نیز به شکل یک گراز سیاه چشمان کم سوی حوروس را از هم درید. این افسانه خاستگاه ماه گرفتگی و بدر و محاق ماه و در ماه این نبرد تکرار می‌شود، زیرا حوروس در بردارنده روح اوزیریس است. در این روایت به یاری ایزدان حوروس قدرت بینایی خود را بازمی‌یابد و فرمانروایی سراسر مصر بدو واگذار می‌شود. چنین می‌شود که با تداخل افسانه‌های حوروس و اوزیریس دشمنی ست با اوزیریس با گذشت زمان به دشمنی ست با حوروس تبدیل می‌شود.

### پرستش و معابد ست
مرکز نیایش‌کنندگان ست در جایی بود که نوبه نام داشت و بعدها ئومبوس نام گرفت. او در دو معبد ئومبوس (یکی در نزدیکی نقاده و دیگری در نزدیکی کوم أمبو) مورد پرستش قرار می‌گرفت. همچنین در مصر علیا در معبدی به نام اوکسیریوس در نزدیکی الفیوم مورد پرستش قرار می‌گرفت. در عصر جدید، معبد ست مربوط به این الوهیت تأسیس شده‌است. ئومبوس که در مصر علیا قرار داشت و با این همه نیایش‌کنندگان این کیش همانند نیایشگران حوروس در سراسر مصر پراکنده بودند. به نظر می‌رسد که در آغاز بین این کیش و کیش‌های اوزیریس و ایزیس رقابت اندک و احتمالاً همه آنان از یک خانواده بودند.

## نمادشناسی
ست در اساطیر مصر باستان، با داشتن دم خمیده، گوش مربع شکل و بدنی همچون شغال در معابد کشیده می‌شده‌است. در برخی از تصویرها ست به شکل حیوان توفان یا سر این حیوان برگردن وی ترسیم شده و این حیوان موجود شگفت‌انگیزی است با پوزه دراز و خمیده، گوش‌های مربع سیخ شده و دم خمیده عمودی؛ و برخی بر این باورند که این حیوان شاید گراز وحشی و همان موجودی است که در روایتی حوروس را مورد تهاجم قرار می‌دهد. گرچه برخی حیواناتی مانند شغال، سگ و مورچه‌خوار را به حیوان استفاده شده برای شکل مادی دادن به این الوهیت نسبت می‌دهند، اما باستان شناسان هنوز به هیچ نتیجهٔ مطمئنی در این زمینه نرسیده‌اند.
عصای سلطنتی فرعون که نشان دهندهٔ حاکمیّت او بر دو سرزمین مصر بود، هم به شکل سر ست ساخته می‌شد. چرا که پادشاهی مصر زمانی آغاز شد که ست ایزد ارشد خدایان بود. هیروگلیف اوآس هم که به معنای پادشاهیست به شکل این عصای سلطنتی کشیده می‌شد. سرانجام در بسیاری از روایات حیوانات صحرا از جمله گراز و مار و نیز برخی از حیوانات دوزیستی مثل اسب آبی و تمساح نیز با ست پیوند دارند. باید اضافه کرد که شکل‌های حیوانی‌ای که برای خدایان مصر باستان ترسیم می‌شدند نشانهٔ طبیعت آن ایزد خاص بودند و همواره در ترکیب با فرمی انسانی ترسیم می‌شدند.

## رابطه با موسی
مطابق روایت تورات، زمانی که موسی متولد شد مادرش او را از ترس فرعون — که قصد کشتار نوزادهای اسرائیلی داشت — در سبدی پنهان کرد و در رودخانه قرار داد. این همان سنتی است که در روایت تولد حوروس دیده می‌شود که مادرش او را در نیزارها پنهان کرد تا از چشم ست دور بماند. این الگو در خاور نزدیک باستان در ساخت داستان تولد شخصیت‌های مختلفی به کار رفته‌است؛ علاوه بر افسانهٔ تولد موسی و حوروس، تولد کوروش بزرگ، گیلگمش و سارگن بزرگ هم با همین الگو ساخته شده‌است.